# Palit Microsystems

Palit Microsystems (HK), Ltd (зазвичай називається Palit; назва є акронімом, утвореним від англійського словосполучення Pioneer And Leader In Technology — піонер і лідер в технології).
Компанія заснована в Тайбеї в 1988 році і займається розробкою, виробництвом і продажем графічних адаптерів для персональних комп'ютерів.
Виробничі потужності компанії розташовані в Тайбеї і Шеньчжені.
У 2005 році штаб-квартира компанії переміщена в Гонконг. Крім того, філії компанії розташовані в Німеччині та Шеньчжені, центри розробки знаходяться в Тайбеї і Шеньчжені.
Продуктова лінійка Palit включає в себе як відеоадаптери на базі графічних процесорів AMD / ATI, так і Nvidia. В даний час моделі AMD не виробляються, підтримка на офіційному сайті припинена.
Продукція компанії Palit широко представлена на російському і українському ринках. За опитуванням авторитетного ресурсу iXBT, в 2006 році більше ніж в 6% ПК встановлені відеоадаптери Palit, що вивело компанію на 5-е місце в опитуванні. На частку продукції компанії припадає, за різними оцінками, від 20 до 25 відсотків світового ринку дискретних графічних рішень. На російському ринку, за останніми даними, Palit займає більше 40%, в Україні - близько 30%.

## Виробництво
Завод в Китаї був заснований в 1992 році. В даний час всі заводи, які займаються масовим виробництвом, повністю відповідають стандарту ISO 9001, так і стандартам найбільших OEM-виробників. Всі графічні акселератори і материнські плати проходять сертифікацію WHQL для забезпечення повної сумісності з операційними системами Microsoft Windows.